# Among the Living
Among the Living (на български език – Сред живите) е третият студиен албум на американската траш/спийд метъл банда Антракс, възприет за един от най-добрите на групата.
Съдържанието му е с по-социална насоченост, занимаващо се с проблеми като предразсъдъците, насилието, наркотичната зависимост и други. Включени са песни като „Efilnikufesin (N.F.L.)“ в памет на Джон Белуши, „Indians“ (която се занимава с положението на коренното население на Америка), „I Am the Law“ вдъхновена от комиксовия герой Съдия Дред, и други. През 2009 г. на пазара излиза луксозно издание в два диска.

## Списък на песните
| 1. | Among the Living         | 5:16 |
| 2. | Caught in a Mosh         | 5:00 |
| 3. | I Am the Law             | 5:57 |
| 4. | Efilnikufesin (N.F.L.)   | 4:54 |
| 5. | A Skeleton in the Closet | 5:32 |

| 6. | Indians                 | 5:40 |
| 7. | One World               | 5:56 |
| 8. | A.D.I./Horror of It All | 7:49 |
| 9. | Imitation of Life       | 4:22 |

## Музиканти
- Джоуи Беладона – вокал
- Дан Спиц – китари
- Скот Ян – китари
- Франк Бело – бас
- Чарли Бенанте – барабани